# Võ Thiếu Lâm
Bài này viết về một môn võ thuật có nguồn gốc từ Trung Hoa. Các nghĩa khác về Thiếu Lâm khác được liệt kê tại Thiếu Lâm (định hướng)
Xem thêm Thiếu Lâm thất thập nhị huyền công
Võ Thiếu Lâm hay Thiếu Lâm Quyền, Thiếu Lâm Công Phu là một môn võ thuật cổ truyền của Trung Quốc.

## Nguồn gốc và danh xưng

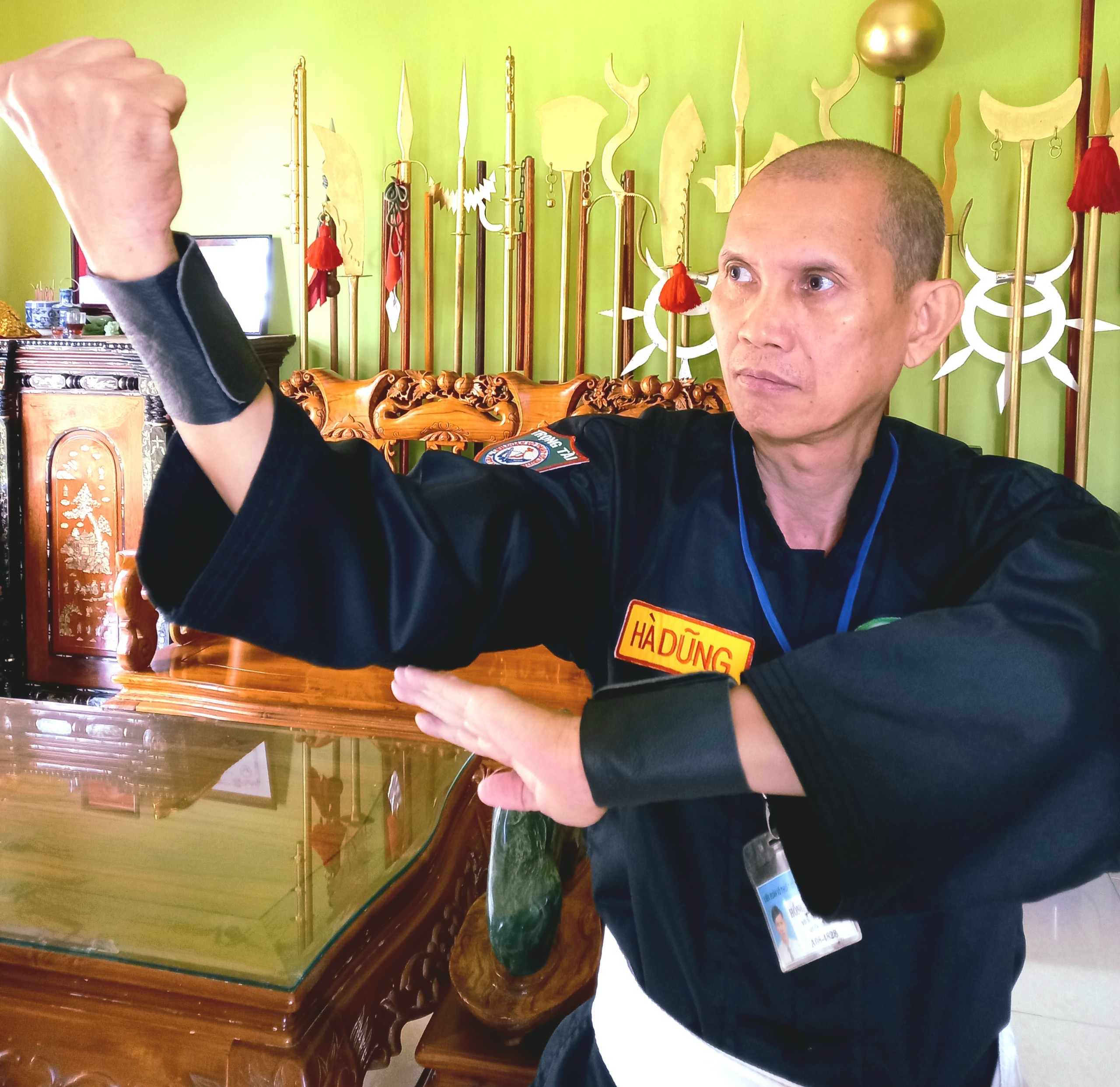
Một thế Võ Thiếu Lâm.

### Lịch sử chùa Thiếu Lâm

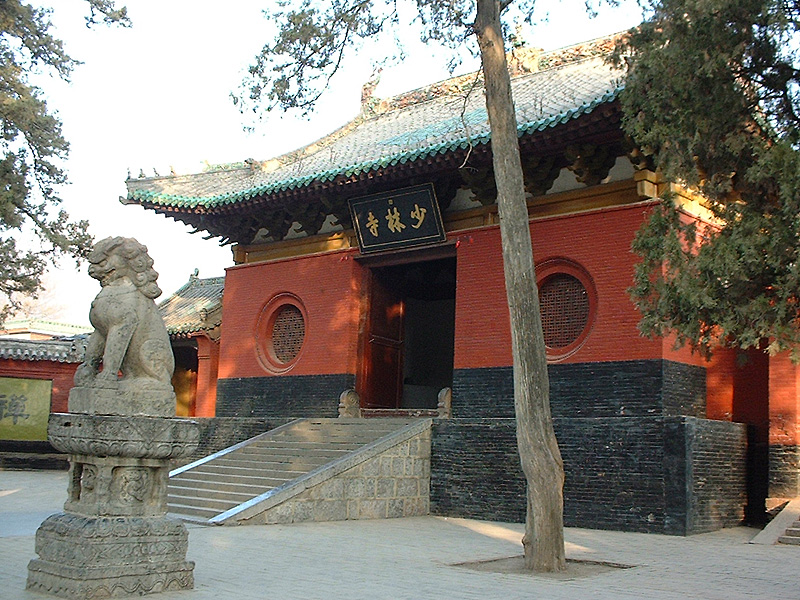
Cổng chính của chùa Thiếu Lâm Tung Sơn Hà Nam (Trung Quốc).

#### La Hán Thập Bát Thủ và Dịch Cân Pháp Tẩy Tủy Kinh

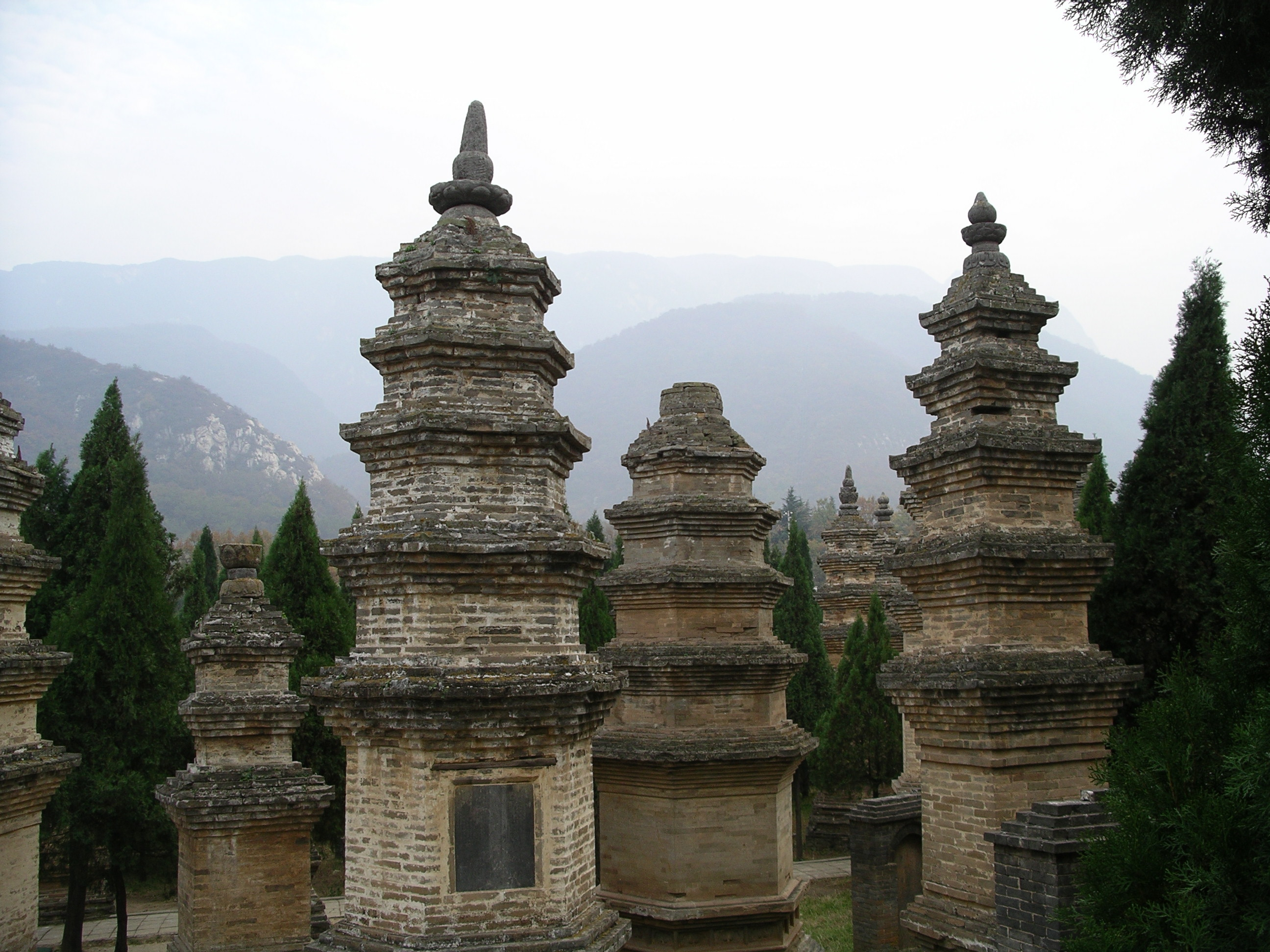
Phía sau chùa Thiếu LâmTung Sơn tỉnh Hà Nam (Trung Quốc).

#### Ngũ Hình Quyền nguyên thủy Thiếu Lâm Tung Sơn

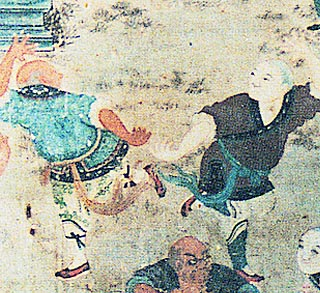
Võ Thiếu Lâm